# Prince Island (ö i Kanada)
Prince Island är en ö i Kanada.   Den ligger i provinsen Alberta, i den centrala delen av landet, 2 900 km väster om huvudstaden Ottawa.
Runt Prince Island är det i huvudsak tätbebyggt. Runt Prince Island är det mycket tätbefolkat, med 1 411 invånare per kvadratkilometer.